# Hoogovenstoernooi 1988
Het Hoogovenstoernooi 1988 was een schaaktoernooi dat plaatsvond in het Nederlandse Wijk aan Zee. Het werd gewonnen door Anatoli Karpov.

## Eindstand
| Nr.    | Speler               | Punten |
| ------ | -------------------- | ------ |
| Goud   | Anatoli Karpov       | 9      |
| Zilver | Ulf Andersson        | 8½     |
| Brons  | Kiril Georgiev       | 7½     |
| Brons  | Simen Agdestein      | 7½     |
| 5      | Iván Faragó          | 6½     |
| 5      | Mikhail Tal          | 6½     |
| 5      | Robert Hübner        | 6½     |
| 8      | Curt Hansen          | 6      |
| 8      | Predrag Nikolić      | 6      |
| 8      | Jeroen Piket         | 6      |
| 11     | Paul van der Sterren | 5½     |
| 11     | John van der Wiel    | 5½     |
| 11     | Gennadi Sosonko      | 5½     |
| 14     | Ljubomir Ljubojević  | 4½     |